# Korthalsia robusta
Korthalsia robusta är en enhjärtbladig växtart som beskrevs av Carl Ludwig von Blume. Korthalsia robusta ingår i släktet Korthalsia och familjen Arecaceae. Inga underarter finns listade i Catalogue of Life.